# Alpengarten Paradisia

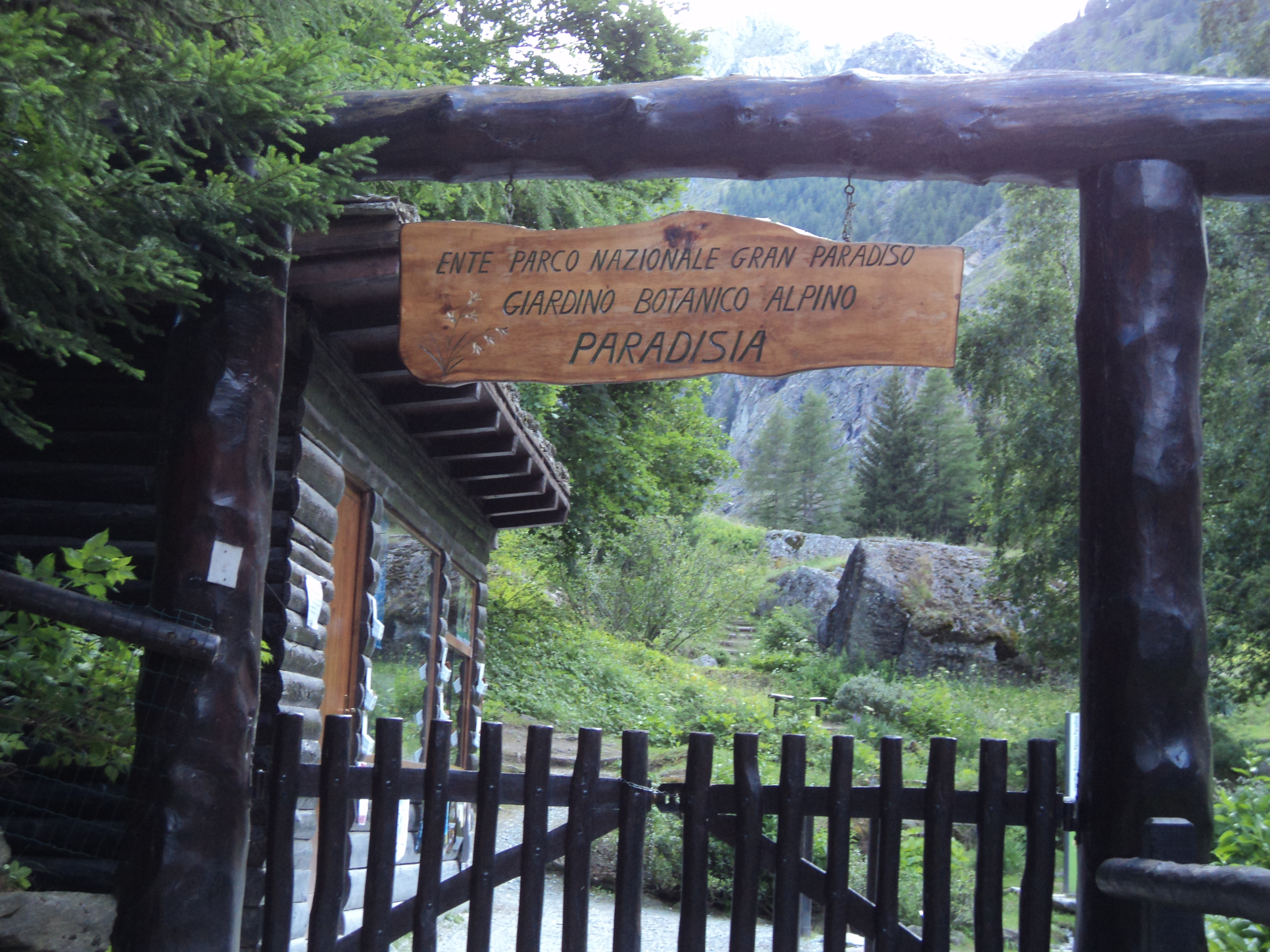
Der Alpengarten Paradisia

Der Alpengarten Paradisia ist ein Steingarten und Alpinum im Aostatal in Italien.

## Beschreibung
Der im Jahr 1955 eröffnete botanische Garten befindet sich im Valnontey, einem Seitental des Grand-Eyvia-Tals in der Gemeinde Cogne. Er liegt auf 1700 m s.l.m. im Areal des Nationalparks Gran Paradiso.
Der Name der Anlage ist vom lateinischen Namen der in den Südalpen vorkommenden Weißen Trichterlilie – Paradisea liliastrum – abgeleitet. Die Parkverwaltung des Nationalparks Gran Paradiso richtete den Pflanzengarten ein, um die einheimische Flora besser zu schützen und beim Publikum bekannt zu machen. Der Standort bei Cogne war gemäß dem wissenschaftlichen Leiter des Projekts, des Turiner Botanikprofessors Bruno Peyronel (1919–1982), gut dazu geeignet, verschiedene alpine Habitattypen zu gestalten.
Im Alpengarten befinden sich im Besonderen eine Mustersammlung der im Cognetal vorkommenden Gesteinstypen, eine Auswahl der auf Felsblöcken der Region wachsenden Flechten, eine Schausammlung von Heilpflanzen und ein Bereich mit Blütenpflanzen, die eine Schmetterlingsweide bilden. Außerdem wurden verschiedene Biotope wie etwa ein Torf mit seiner spezifischen Flora, eine Moränenfläche, ein Erlenbestand oder eine Alpensteppe geschaffen. Im Alpengarten kommen rund tausend Pflanzenarten vor.
Im Jahr 1964 richtete der Nationalpark beim Paradisia-Garten eine Forschungsstation für Gebirgspflanzen ein, die unter anderem auch eine Sammlung von Exemplaren (Herbar) und von Samen der in der Umgebung wild wachsenden Pflanzen führt. Der Garten wurde seit den 1970er Jahren vermehrt nach ökologischen Kriterien ausgerichtet.